# Rudolf Geyer (Orientalist)
Rudolf Eugen Geyer (* 28. Juni 1861 in Wien; † 15. September 1929 ebenda) war ein österreichischer Orientalist.
Ab 1879 studierte er klassische und indische Philologie an der Universität Wien und gehörte der kurzlebigen Burschenschaft Thuringia an. Der Semitist David Heinrich Müller gewann ihn für die Semitistik, über die er sich der Arabistik zuwandte. Mit einer Arbeit über Das Buch über die Namen der wilden Tiere von al-Asmaʿi wurde er 1884 bei Müller zum Dr. phil. promoviert. Er arbeitete zunächst als Amanuensis an der k.k. Hofbibliothek. An der Universität Wien wurde er 1900 Privatdozent der arabischen Sprache und Literatur, 1906 außerordentlicher Professor und 1915, als Müllers Nachfolger, ordentlicher Professor der Semitistik und Vorstand des Orientalischen Instituts. Er war Mitherausgeber der Wiener Zeitschrift für die Kunde des Morgenlandes.
Er forschte zur altarabischen Poesie, zum alt-nordarabischen Wortschatz und zur Phraseologie der Beduinendichter. Geyer war Mitglied der Österreichischen Akademie der Wissenschaften und ab 1922 korrespondierendes Mitglied der Preußischen Akademie der Wissenschaften. Außerdem gehörte er zur antisemitischen Professorenclique Bärenhöhle. Einer seiner akademischen Schüler (und antisemitischer Gesinnungsgenosse) war Viktor Christian, der ihm auch auf dem Lehrstuhl nachfolgte. Geyer wurde am Döblinger Friedhof bestattet.
Geyers Nachlass aus orientalischen Büchern und Manuskripten sowie Notizen – insgesamt rund 1500 Titel – befindet sich im Stift Sankt Florian bei Linz.